# USS K-8 (SS-39)
USS K-8 (SS-39) bila je osma i ujedno posljednja američka podmornica klase K. 

## Povijest
Izgrađena je u brodogradilištu Union Iron Works u San Franciscu. Porinuta je 11. srpnja 1914. i u operativnu uporabu primljena je 1. prosinca 1914.

### Operativna uporaba
San Francisco napušta 26. prosinca kako bi zajedno s K-7 provodila obuku duž obale južne Kalifornije.